# Кроат
Кроат (кат. el croat, ісп. el croat) — каталонська, арагонська, а згодом іспанська срібна монета типу гроша, вперше викарбувана в Барселоні 1285 році королем Педро III Арагонським. Термін грош походить від латинського grossus denarius (товстий денарій), загальний термін для срібних монет вищої вартості, ніж денарій (денаро, пфеннінг, пенні). Прообразом для кроатів Педро III був гро турнуа (турський грош), який почали карбувати в 1266 році за Людовика IX у Французькому королівстві. Останні кроати викарбували в Барселоні в 1705—1706 роках.

## Історія
Спочатку один кроат дорівнював дванадцяти дінеро, білонним монетам, що містили 25 % срібла.

На реверсі монети було зображено великий хрест, від чого пішла її назва. Кроати регулярно випускалися на монетних дворах Барселони та Перпіньяна, а згодом і на інших, наприклад у Тортосі.

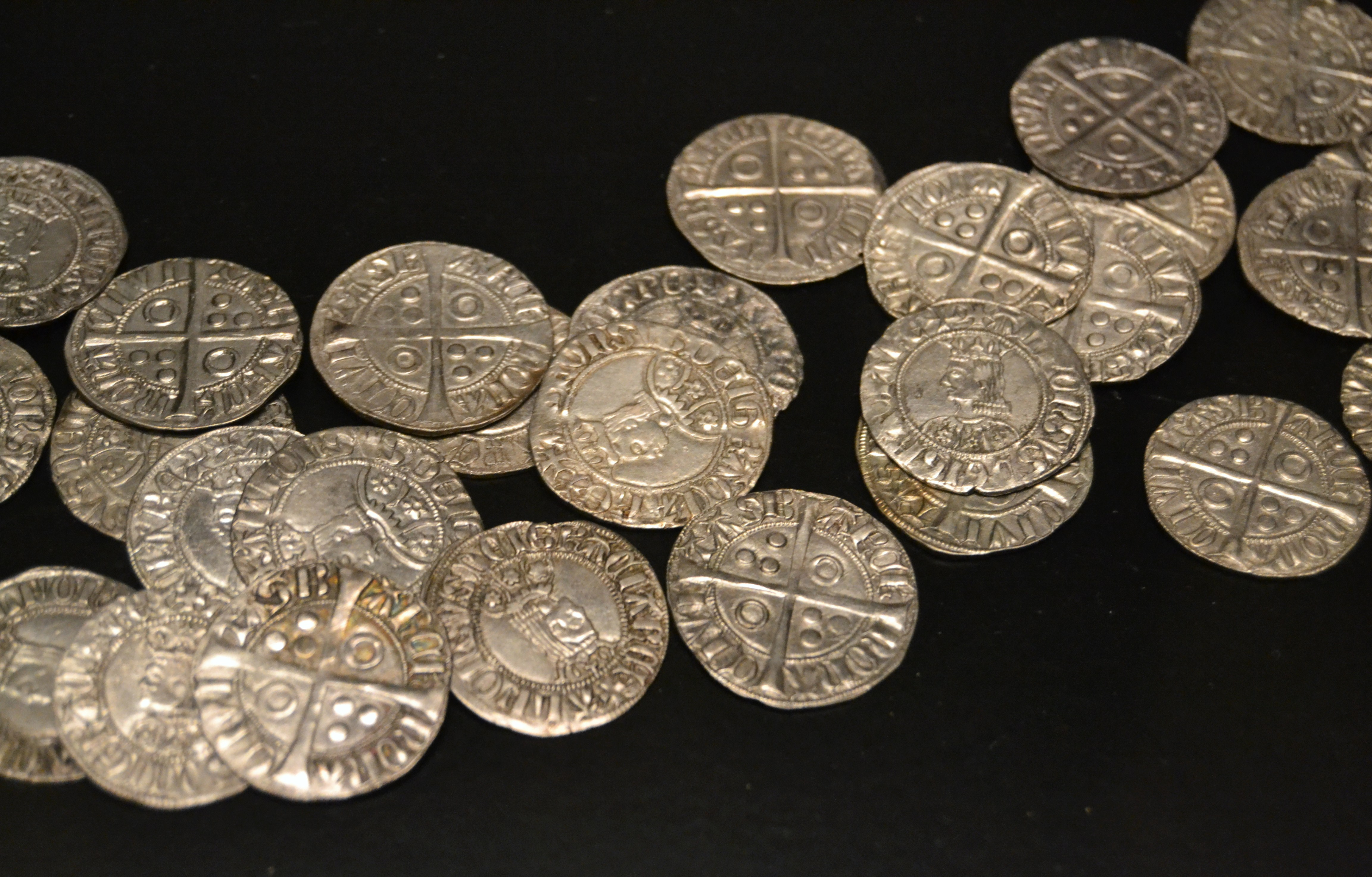
Кроати XIII - XIV ст. з колекції Музею преісторії, Валенсія

У 1340 році введено золотий флорин вартістю одинадцять кроатів. У 1365 році чистота флорину була встановлена на рівні вісімнадцяти каратів (75 % золота). Зі зростанням популярності як флорина так і кроата, в монетній системі Арагонської Корони встановився в біметалізмі. Каталонський кроат був еквівалентний за вартістю арагонському ралу (який мав багато назв: гроссо, реал, альфонсіно, анфусінус). Це була найстабільніша з усіх арагонських монет, яка широко використовувалася в середземноморській торгівлі.
Також в обігу перебували монети вартістю в пів- та чверть- кроата.
Кроати карбувались протягом століть, хоча кількість срібла, яку вони містили, варіювалась. Останні кроати викарбувано в Барселоні між 1705 і 1706 роками, першими королями з династії Бурбонів — спочатку Філіп V Бурбонського і пізніше його сином Карлом III.

## Галерея
Кроати викарбувані королями Арагону: (1) Фернандо II; (2) Філіпом III; (3) Карлом II; (4) Філіпом V; (5) Карлом III